# Tutte contro lui - The Other Woman
Tutte contro lui - The Other Woman (The Other Woman) è un film del 2014 diretto da Nick Cassavetes.

## Trama
Carly Whitten, avvocato di New York, conosce e inizia una relazione con Mark King. Dopo un litigio tra i due, Carly decide di farsi perdonare andando a casa di Mark per fargli una sorpresa. Quello che però lei non si aspetta è che alla porta sarà accolta dalla moglie di Mark, Kate, che il giorno dopo, insospettita, fa visita a Carly nel suo ufficio, chiedendole di dirle la verità riguardo alla possibile relazione tra lei e il marito. Una volta scoperta la verità, Kate è disperata, esce con Carly e si ubriaca, tornando poi a casa in pessimo stato.

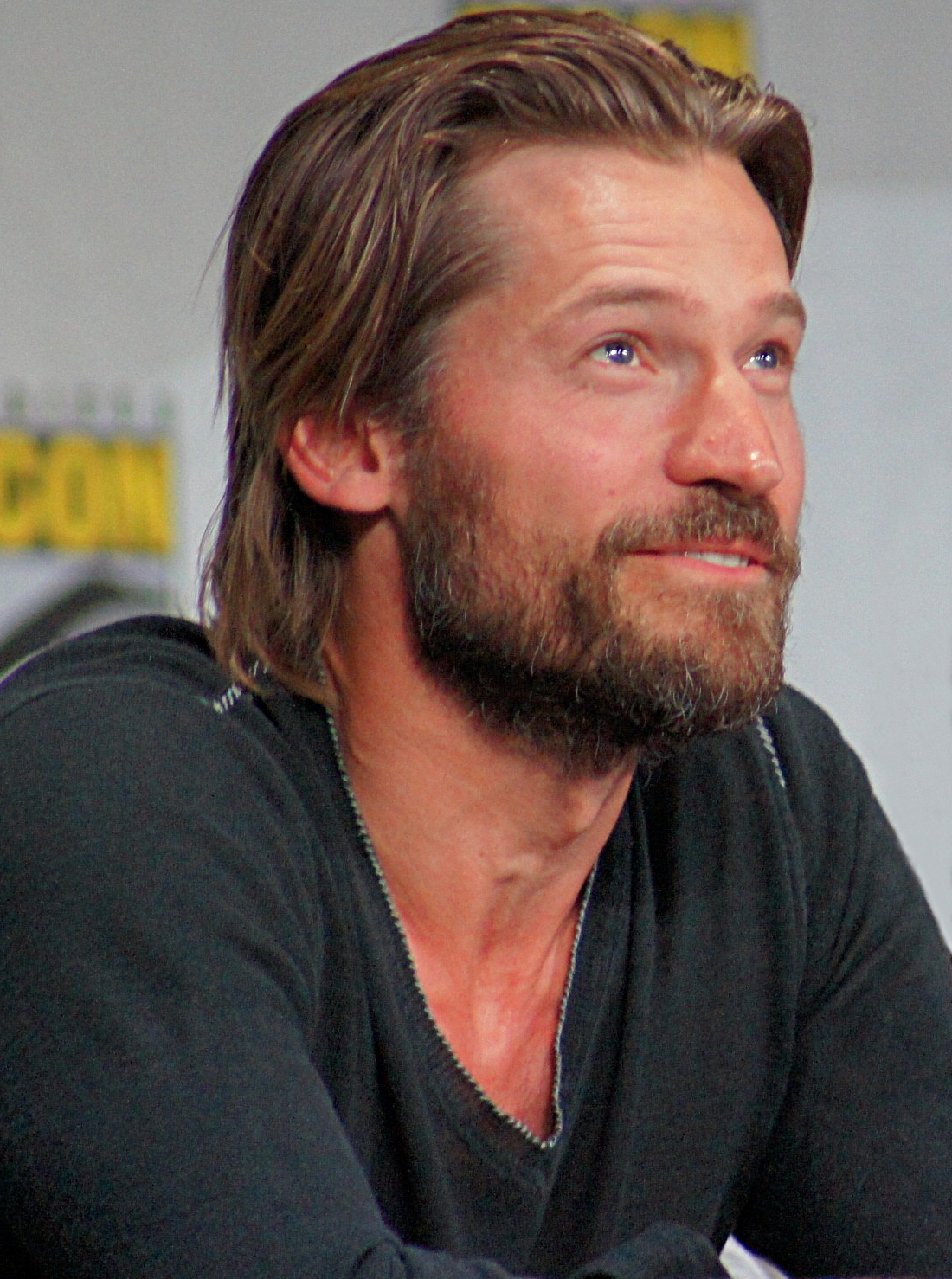
Nikolaj Coster-Waldau

Il giorno dopo, Kate si ripresenta alla porta di Carly per cenare insieme a quest'ultima, che dopo qualche esitazione accetta. Le due si ubriacano e passano una serata assieme divertendosi e andando d'accordo. Carly consiglia a Kate di "Affilare le armi" e le promette che lei e Mark non si vedranno più. Nel frattempo, Carly si è finta l'arredatrice di Kate, per non farsi scoprire dal fratello di quest'ultima, Phil, per il quale esprime da subito una certa attrazione fisica.
Mark torna a casa da Kate, stanno per passare una notte d'amore ma mentre Kate si prepara, a Mark squilla il telefono e si allontana dalla stanza. Kate ascolta la telefonata e l'interlocutore del marito si rivela essere una donna con cui quest'ultimo ha un'evidente relazione, che Kate scambia subito per Carly. Dopo aver rivelato al fratello il tradimento di Mark, Kate si incontra con Carly, pronta a rinfacciarle quanto sentito la sera prima, ma tra una cosa e l'altra, le due donne capiscono che Mark ha una seconda amante. Le due partono insieme dopo aver scoperto la destinazione dell'uomo, stando ospiti a casa di Phil. Con un binocolo, spiano Mark, in compagnia di una ragazza, sulla spiaggia. La seconda amante di Mark si rivela essere Amber, una bellissima e giovane ragazza. Approfittando dell'allontanamento del marito, Kate spiega ad Amber la situazione, e quest'ultima appare evidentemente turbata e dispiaciuta.

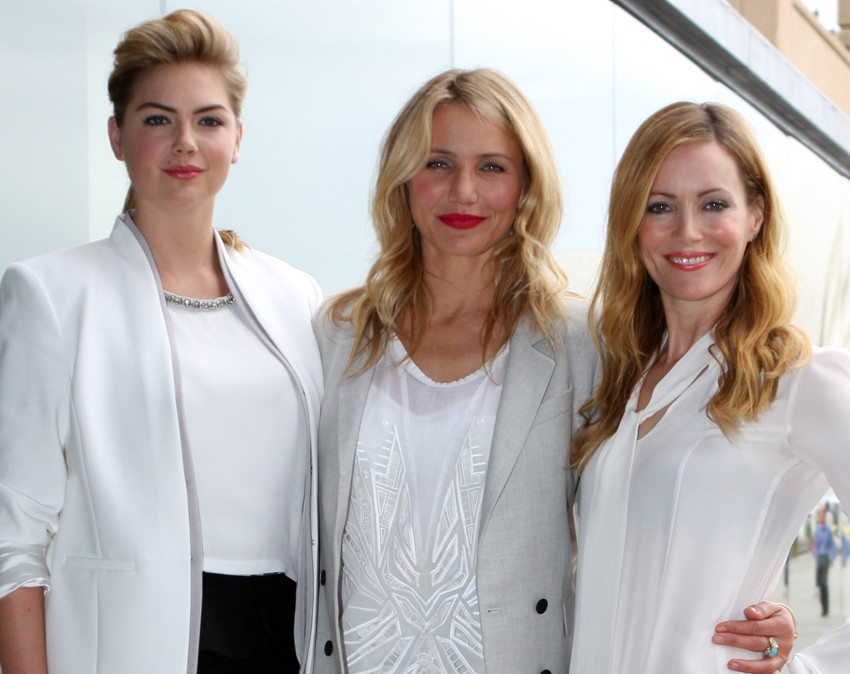
Le tre protagoniste del film (da sin.: Kate Upton, Cameron Diaz, Leslie Mann)

Le tre progettano di rovinare Mark, mettendo in atto tre piani diversi: Kate aggiunge al frullato del marito degli ormoni femminili in dosi per transgender, sostituisce il contenuto di un flacone di shampoo con della crema depilatoria e sporca il suo spazzolino. Carly, fingendo di riconciliarsi con lui, aggiunge dei potenti lassativi alla bevanda di Mark, mentre Amber gli propone un ménage à trois il cui terzo partecipante è un travestito. Le tre donne, dopo la messa in atto dei piani, si riuniscono per discuterne, e si rendono conto che forse l'uomo sospetta qualcosa. Per poterlo raggirare, dopo aver tirato a sorte tra loro tre, decidono che Amber dovrà fare l'amore con lui. Kate esce con il marito per una cena di lavoro, ma si lascia abbindolare e ci fa l'amore.
Nel frattempo Carly e Amber, grazie al padre della prima, hanno capito che Mark deruba e truffa le aziende per cui lavora. Amber ha finto di avere la clamidia per non fare sesso con Mark, ma quando le due donne spiegano a Kate quello che hanno scoperto, lei rivela l'accaduto col marito. Carly cerca di farle capire che lui è sempre lo stesso, ma la donna si ostina ad affermare che lui è cambiato e le due litigano. Il giorno dopo, Kate è a casa con Mark che con una scusa le consegna dei medicinali che spaccia per cure preventive contro un virus, ma che in realtà sono contro la clamidia. La donna si rende conto di aver sbagliato e si reca a casa di Carly, chiedendole scusa e portandole dei documenti per aggiornarla sulla situazione.
Carly si rende conto che Mark ha fatto firmare a Kate con l'inganno i documenti per incastrare lei nel caso venisse scoperto, e decide di partire con la donna e con Amber per le Bahamas, dove l'uomo si trova per lavoro. Kate restituisce tutti i soldi alla banca e le tre scoprono che Mark ha una terza amante. Nel frattempo, Amber rivela di aver iniziato una relazione con un altro uomo, ovvero Frank, il padre di Carly. Le tre donne ripartono, e alcuni giorni dopo, Mark fa visita allo studio di Carly per vederla e si ritrova davanti le tre ragazze, che gli rivelano di aver già preparato le carte per il divorzio per Kate e di aver chiuso i suoi conti in banca. Sopraggiunge anche il capo di Mark, Nick, che arrabbiato lo licenzia e lo avvisa che d'ora in poi prenderà le idee dalla moglie. Mark dà fuori di matto e si allontana dallo studio, trovando un carro attrezzi che gli porta via la macchina perché parcheggiata male e il padre di Carly che gli dà un pugno in faccia avvertendolo che la prossima volta chiamerà un idraulico mentre le tre donne festeggiano la loro vendetta e si promettono di non frequentare più lo stesso uomo.

## Produzione
Le riprese del film iniziano il 29 aprile 2013 e si svolgono nel quartiere Lower Manhattan di New York.

## Promozione
Il primo trailer viene diffuso il 20 dicembre 2013, mentre quello italiano il 1º aprile 2014.

## Distribuzione
La pellicola è stata distribuita nelle sale cinematografiche statunitensi a partire dal 25 aprile 2014 ed in quelle italiane dal 19 giugno. La première è avvenuta il 2 aprile a Londra.

### Divieto
Il film è stato vietato ai minori di 17 anni non accompagnati da un adulto negli Stati Uniti d'America per la presenza di contenuto sessuale.

## Riconoscimenti
- 2014 - Teen Choice Awards
  - Miglior film commedia
  - Candidatura per la miglior attrice in un film commedia a Cameron Diaz
- 2015 - People's Choice Awards
  - Candidatura per il film commedia preferito dal pubblico
- 2015 - MTV Movie Awards[7][8]
  - Candidatura per la miglior performance senza maglietta a Kate Upton